# Acraea matuapa
Acraea matuapa är en fjärilsart som beskrevs av Grose-smith 1889. Acraea matuapa ingår i släktet Acraea och familjen praktfjärilar. Inga underarter finns listade i Catalogue of Life.